# Ehrengrab

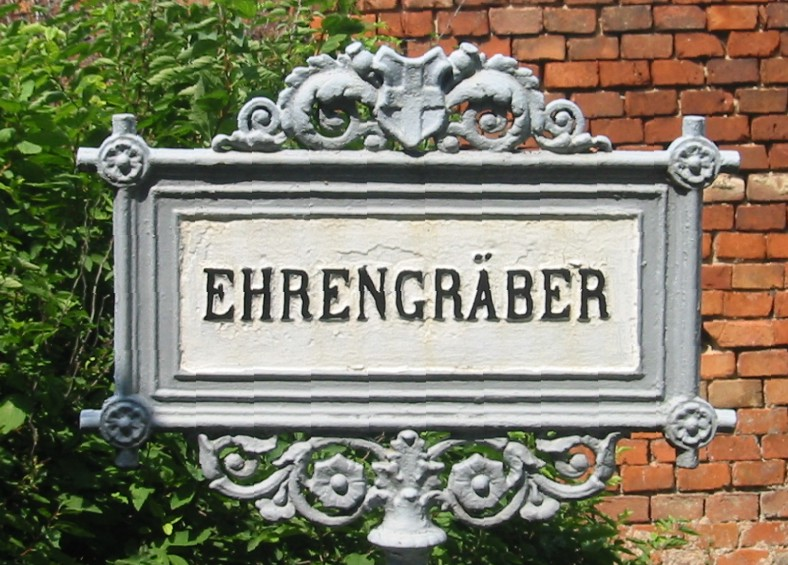
Ehrengräbergruppe auf dem Wiener Zentralfriedhof

Ein Ehrengrab ist Ausdruck der Ehrung Verstorbener durch Städte oder Gemeinden für Bürger, die sich zu Lebzeiten besondere Verdienste erworben haben. Die Vergabe und Erhaltung derartiger Gräber erfolgt durch die öffentliche Hand. Je nach Vergabepraxis kann ein Ehrengrab den Charakter einer öffentlichen Auszeichnung für eine bedeutende Einzelperson oder einer Gedächtnisstätte für einen bestimmten Personenkreis haben. Wenn keine Nachkommen oder Institutionen vorhanden sind, die sich um die Gräber dieser Persönlichkeiten kümmern, übernehmen die Gemeinden oder Städte die Verantwortung für die Gräber und finanzieren die Grabpflege. So wird die Erinnerung an die geehrten Personen wachgehalten. Es werden zum anderen (im Sinne der Denkmalpflege) vielfach Zeugnisse der Kulturgeschichte bewahrt. Beispielsweise können auf geschlossenen Friedhöfen aufwendige Umbettungen der Gräber der Geehrten und der Erhalt bewahrenswerter Grabstätten durch das Statut eines Ehrengrabs mit öffentlichen Mitteln finanziert werden.

## Verbreitung
Ehrengräber bestehen weltweit. Für die Vergabe des Status, Finanzierung und Pflege der Anlagen sind unterschiedliche Regelungen nach Tradition und Gesetz des Staates oder der Kommune gegeben. Es werden mitunter Soldatenfriedhöfe oder die Begräbnisstätten von Opfern der politischen Verfolgung durch frühere Regime als Ehrengräber behandelt.
In den deutschsprachigen Ländern wird die Vergabe, Finanzierung und Pflege von Ehrengräbern in ihren Grundzügen untereinander ähnlich gehandhabt. Im Folgenden wird am Beispiel Berlins die entsprechende Verordnung stellvertretend für zahlreiche weitere Gemeinden und Städte dargestellt. In Deutschland unterhält das Land Berlin die größte Anzahl derartiger Stätten. Die anschließende Auflistung weiterer Städte erhebt keinen Anspruch auf Vollständigkeit und soll lediglich Größenordnungen verdeutlichen.

## Beispiele

### Deutschland

#### Berlin

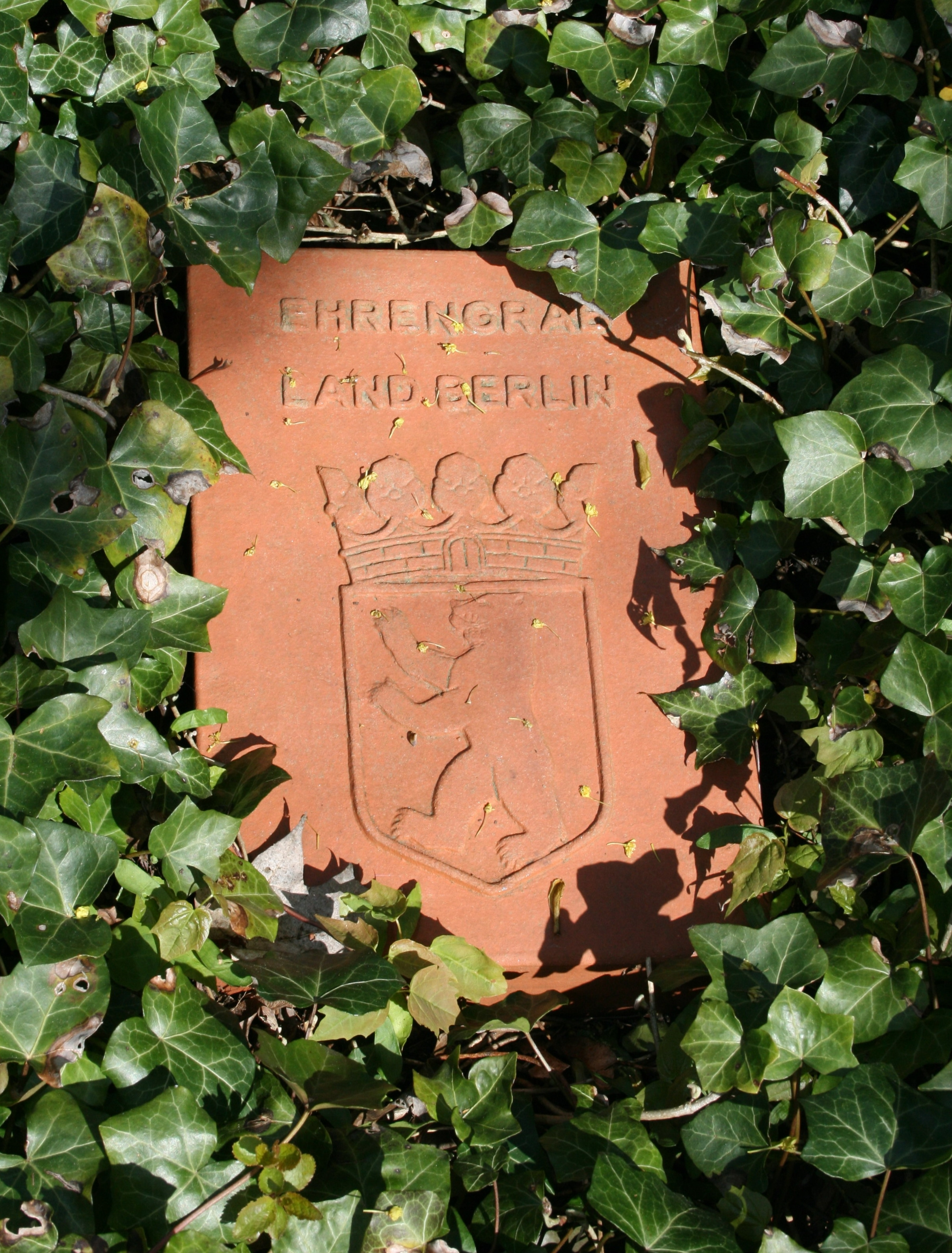
Ehrengrabmarkierung in Berlin

Von den rund 200 Berliner Friedhöfen bestehen in 80 Friedhöfen über 740 Ehrengrabstätten mit über 800 Ehrengräbern. Teilweise sind in Familiengräbern mehrere geehrte Personen bestattet. Die aktuelle Berliner öffentliche Ehrengrabpflege geht auf einen Beschluss des Senates aus dem Jahr 1952 zurück und wurde durch eine Allgemeine Anweisung für die Anerkennung, Überlassung und Pflege … geregelt, die zu Beginn 60 Grabstätten zugutekam. Die weitere Grundlage bildet § 12, Abs. 6 des Gesetzes über die landeseigenen und nichtlandeseigenen Friedhöfe Berlins (Friedhofgesetz) vom 1. November 1995. Danach stellt das Land Berlin unentgeltlich Ehrengräber zur Verfügung, deren Kosten von den zuständigen Bezirksämtern getragen werden:

„1. Für Verstorbene, denen die Bundesregierung oder die Regierung eines Landes ein Staatsbegräbnis gewährt hat oder denen das Ehrenbürgerrecht verliehen worden ist, sowie für ihre Ehegatten über den Ablauf der Ruhezeit hinaus.
2. Für Verstorbene, denen die Ehrenbezeichnung ‚Stadtältester‘ verliehen worden ist sowie deren Ehegatten für die doppelte Dauer der Ruhezeit.
3. Für Verstorbene, die Empfänger von Ehrenruhegeld waren oder sich um Berlin besonders verdient gemacht oder über Berlin hinaus hervorragende Leistungen vollbracht haben oder deren Andenken in der Öffentlichkeit fortlebt, sowie für deren Ehegatten.“

Vorschläge zur Anerkennung oder Aberkennung von Ehrengräbern kann jeder Bürger bei der zuständigen Senatsverwaltung für Stadtentwicklung und Umwelt einreichen. Die Ernennung erfolgt – frühestens fünf Jahre nach dem Tod der vorgeschlagenen Person – durch Senatsbeschluss für die geltende Mindestruhezeit von 20 Jahren. Die – auch mehrfache – Verlängerung des Ehrengrabstatus um weitere 20 Jahre ist möglich, „soll jedoch die Ausnahme bleiben“. Eine solche Verlängerung erfolgt nicht zwangsläufig im Jahr des Verfalls des Status eines Ehrengrabs. So war beispielsweise die Frist für das Ehrengrab des Komponisten Felix Mendelssohn Bartholdy eigentlich bereits 2008 abgelaufen, wurde aber erst 2010 formell um die übliche Frist von 20 Jahren verlängert.
Die anerkannten Grabstätten werden mit rötlichen Steinen gekennzeichnet, die die zweizeilige Aufschrift Ehrengrab, Land Berlin über dem Wappen der Stadt tragen. Berliner Ehrengräber haben beispielsweise Karl Bonhoeffer, Bertolt Brecht, Hanns Eisler, Theodor Fontane, Curt Goetz, die Brüder Grimm, Georg Ludwig Hartig, Heinrich von Kleist, Annedore Leber, Otto Lilienthal, Marg Moll, Otto Nicolai, Georg Schumann, Friedrich von Raumer, Ernst Reuter, Joachim Ringelnatz, Agnes Windeck, Heinrich Zille und Arnold Zweig.
Im Jahr 2003 entschied der Senat, die aus den USA überführte Urne des in Berlin geborenen Philosophen Herbert Marcuse in einem Ehrengrab beizusetzen. Der 2004 verstorbene Starfotograf Helmut Newton, der 1920 als Helmut Neustädter in Berlin zur Welt kam, erhielt auf Beschluss ein Ehrengrab, wobei der Senat ausnahmsweise von der Regel, erst fünf Jahre nach dem Tod zu entscheiden, abrückte. Weitere Ausnahmen hatte der Senat beispielsweise 2002 für Hildegard Knef und 2015 für Richard von Weizsäcker und Egon Bahr gemacht.
Was als Ehrengrab gilt, ist mitunter von den historischen und politischen Rahmenbedingungen abhängig. So richtete die DDR mit der Gedenkstätte der Sozialisten auf dem Zentralfriedhof Friedrichsfelde einen eigenen Ehrenfriedhof ein, der als Begräbnisstätte für Personen diente, die sich nach Ansicht des Politbüros der SED in der deutschen Arbeiterbewegung und um den Kampf für die „sozialistische Idee“ verdient gemacht hatten. Seit dem Ende der DDR werden dort keine neuen Grabanlagen mehr vergeben.

#### Weitere Städte
- Deutschlands größter Parkfriedhof, der Hamburger Friedhof Ohlsdorf, richtete zum Gedenken das  Ehrengrab für die Opfer des Nationalsozialismus und Widerstandes 1933–1945 ein.
- Unter den 49 Ehrengräbern von Hannover befindet sich die Ruhestätte von Kurt Schumacher.
- Die Stadt Kassel unterhält 71 Ehrengräber (Stand: 2017).
- Kiel unterhält rund 25 Ehrengräber, beispielsweise auf dem Friedhof Russee eine Stätte für den Lehrer Johann Heuck.
- Der Schriftsteller Cäsar Flaischlen fand ein Ehrengrab auf dem Stuttgarter Pragfriedhof.
- Die Stadt Göttingen unterhält auf ihrem Stadtfriedhof Ehrengräber für Max Born, Otto Hahn, David Hilbert, Max Planck und Friedrich Wöhler.
- Die Stadt Bonn errichtete auf dem Alten Friedhof ein gemeinsames Ehrengrab für Clara und Robert Schumann.
- auf dem Vorwerker Friedhof zu Lübeck liegt Hans Pieper, während sein fast zur gleichen Zeit verstorbener Vorgänger, Harry Maasz, sein Ehrengrab auf dem dortigen Ehrenfriedhof erhielt.
- Die Stadt München unterhält 26 Ehrengräber (Stand 1. November 2010).
- Der Kunstmäzen und Eau de Cologne-Fabrikant Johann Maria Carl Farina erhielt aufgrund seines umfangreichen Nachlasses, welchen er nach seinem Tod der Stadt Köln zur Verfügung stellte, ein „Ehrengrab auf Ewigkeit“ auf dem Kölner Melaten-Friedhof.
- Der Deutsche Ehrenfriedhof der Stadt Goslar erinnert vor allem an die Gefallenen des Ersten und Zweiten Weltkrieges.

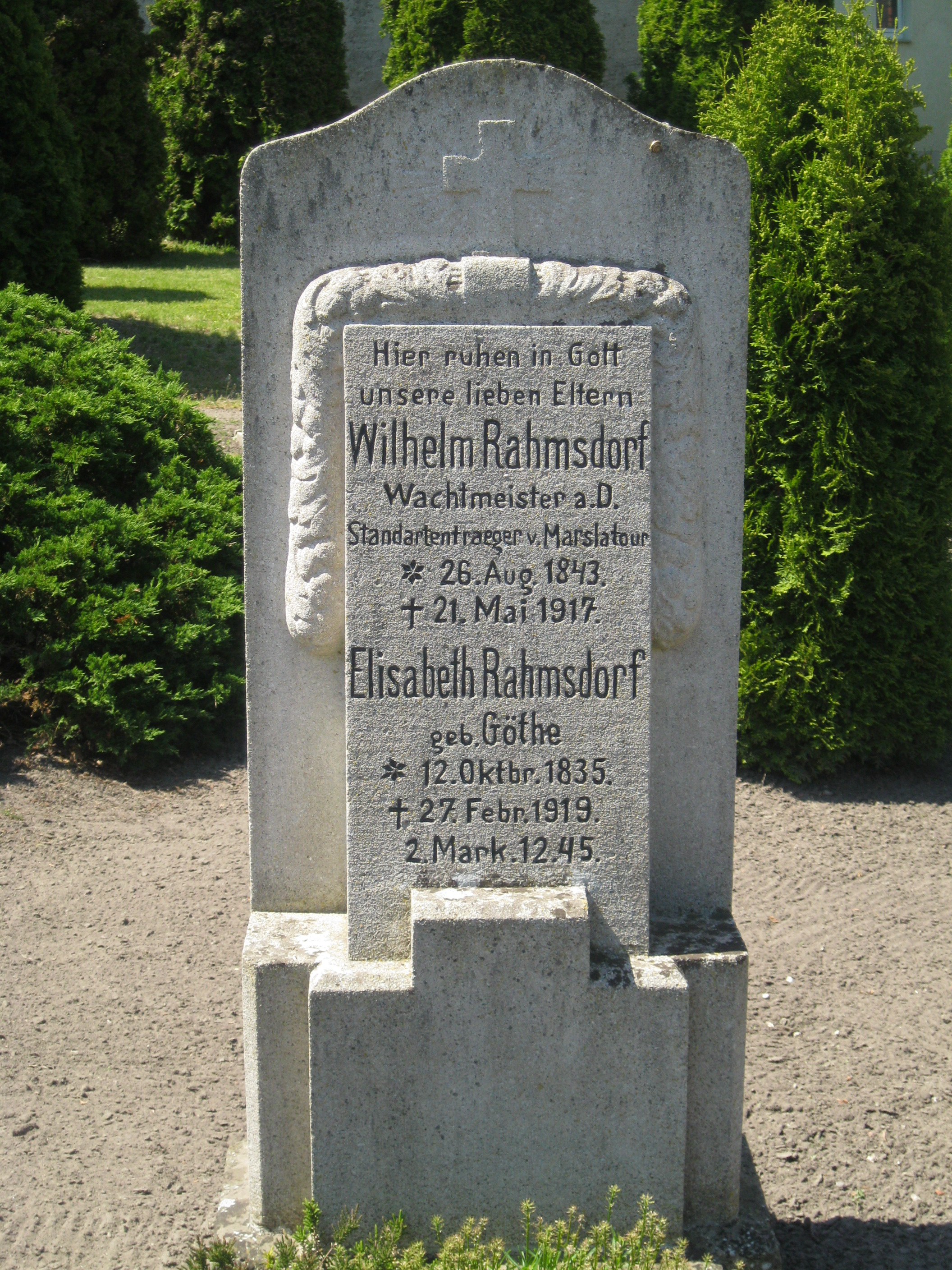
Ehrengrab des Standartenträgers von Mars-la-Tour in Klein Schwechten
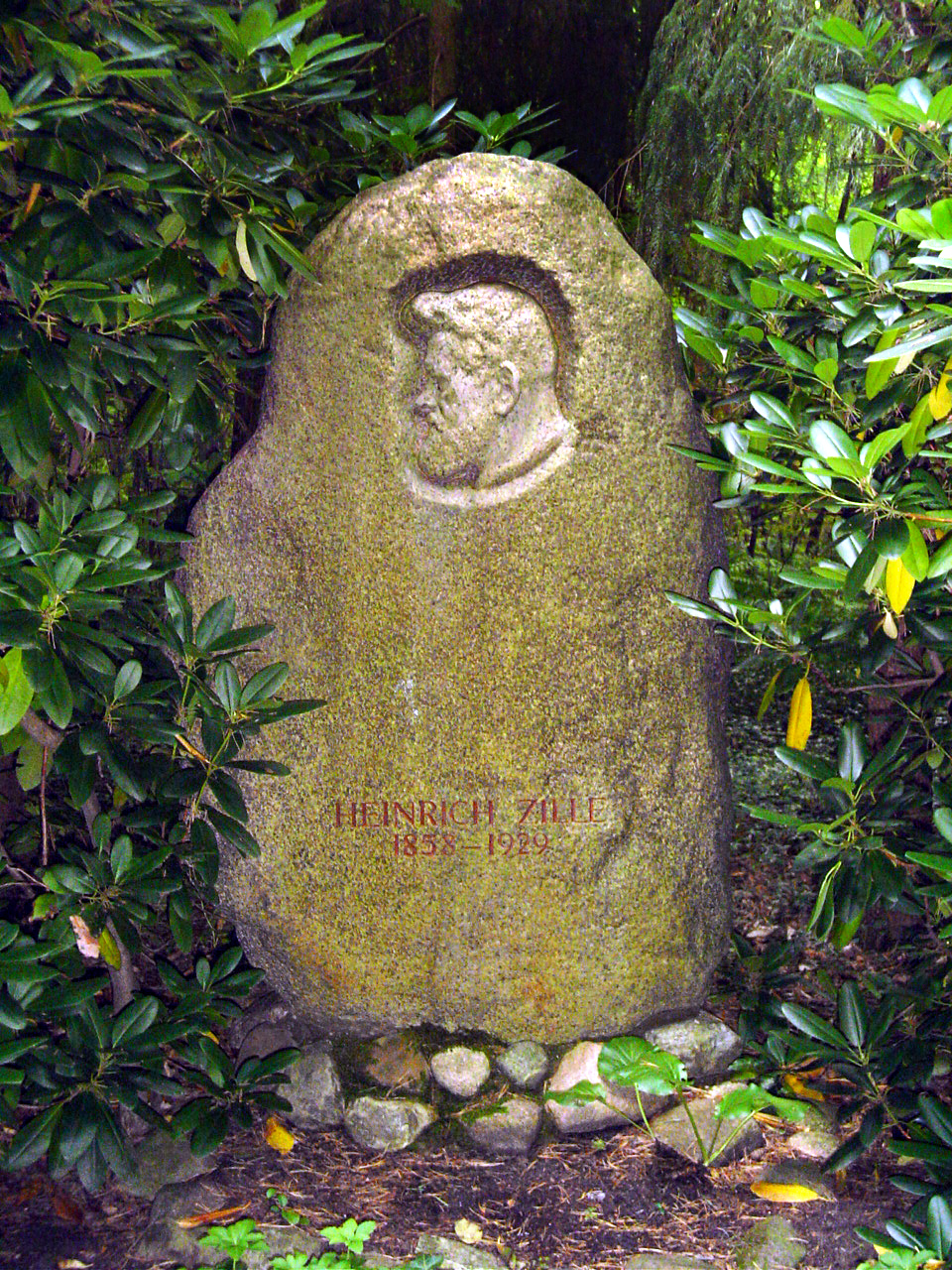
Ehrengrab Heinrich Zille, Südwestkirchhof Stahnsdorf
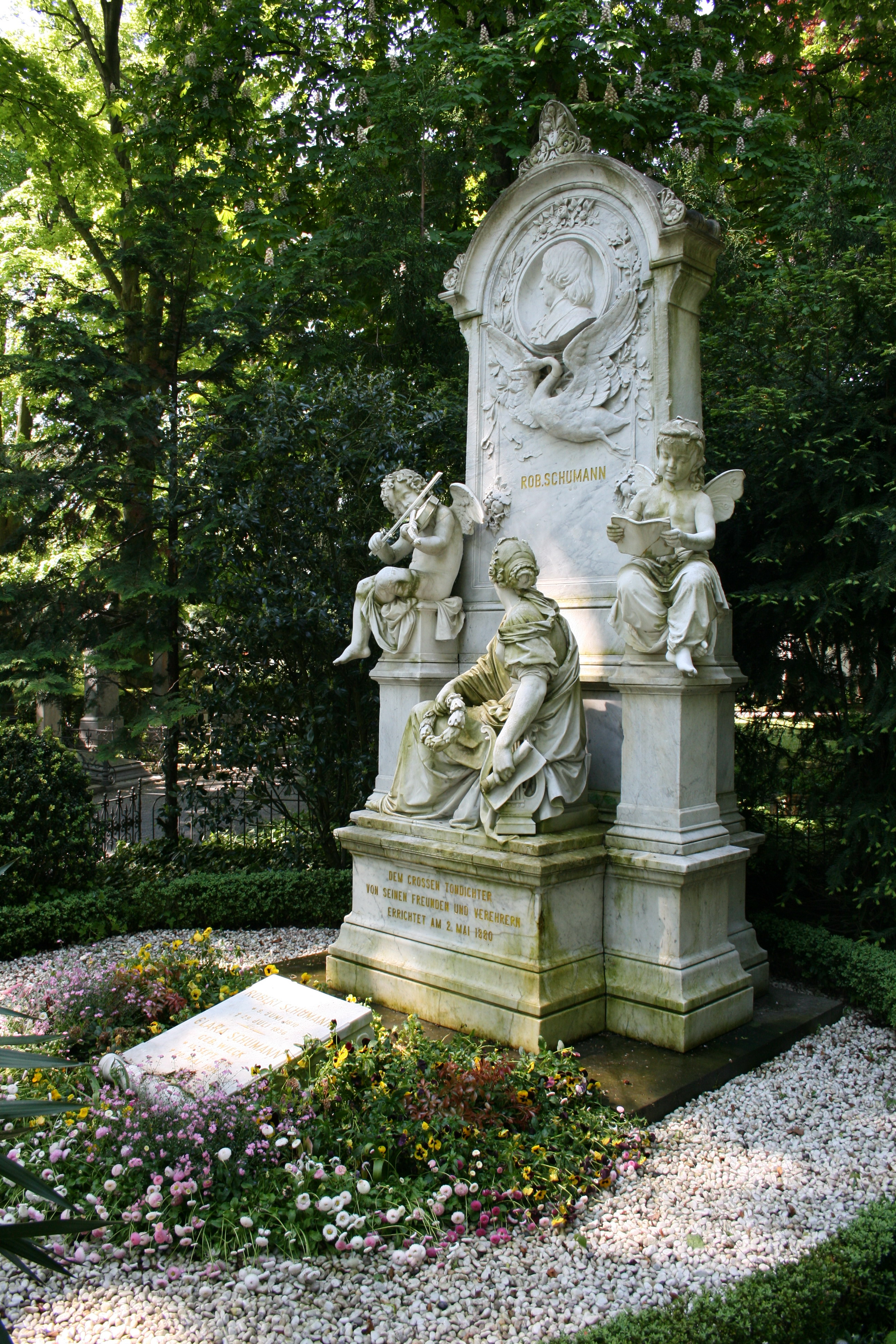
Ehrengrab Robert und Clara Schumann, Bonn
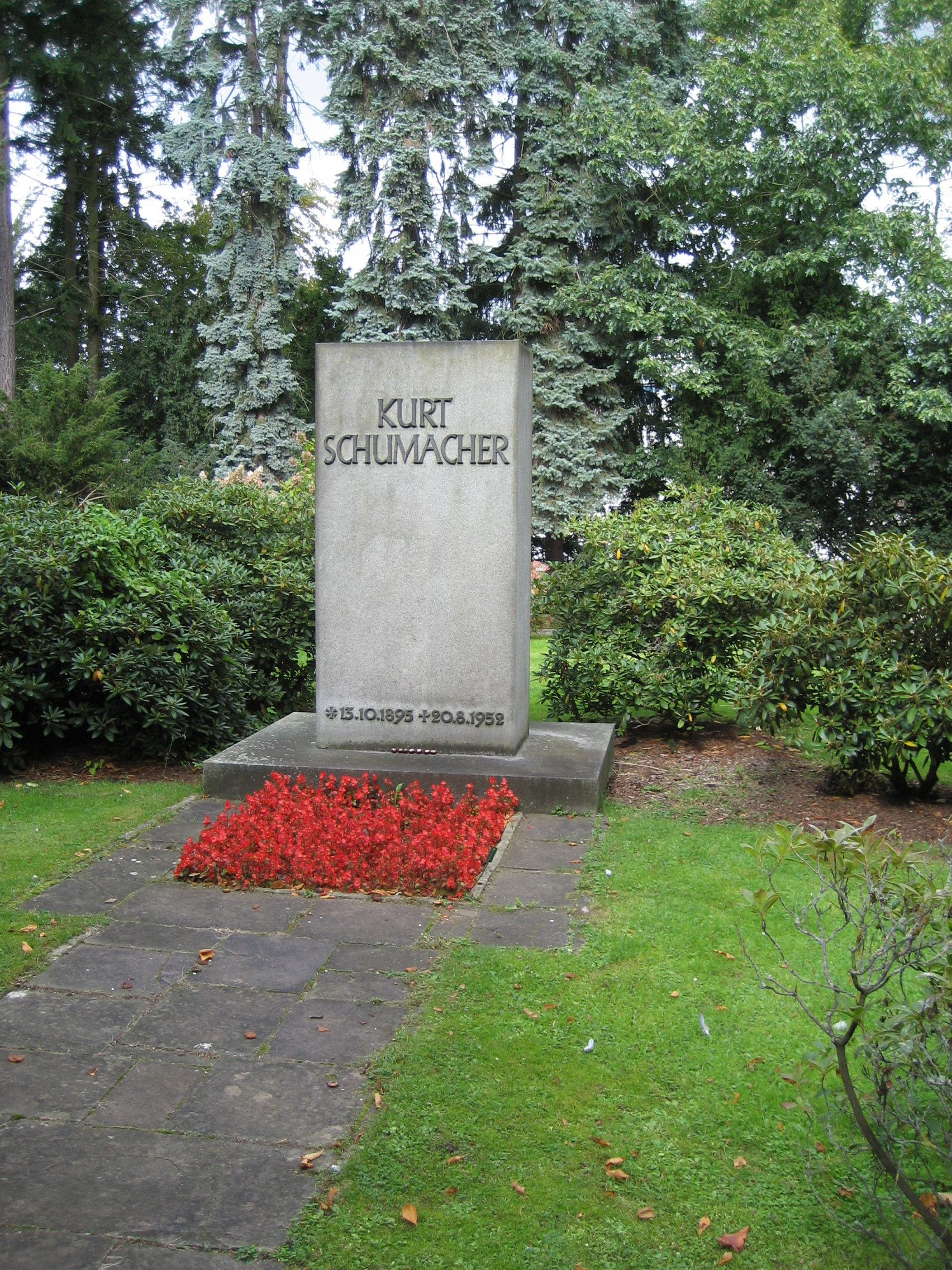
Ehrengrab Kurt Schumacher, Hannover (Stadtfriedhof Ricklingen)

### Österreich

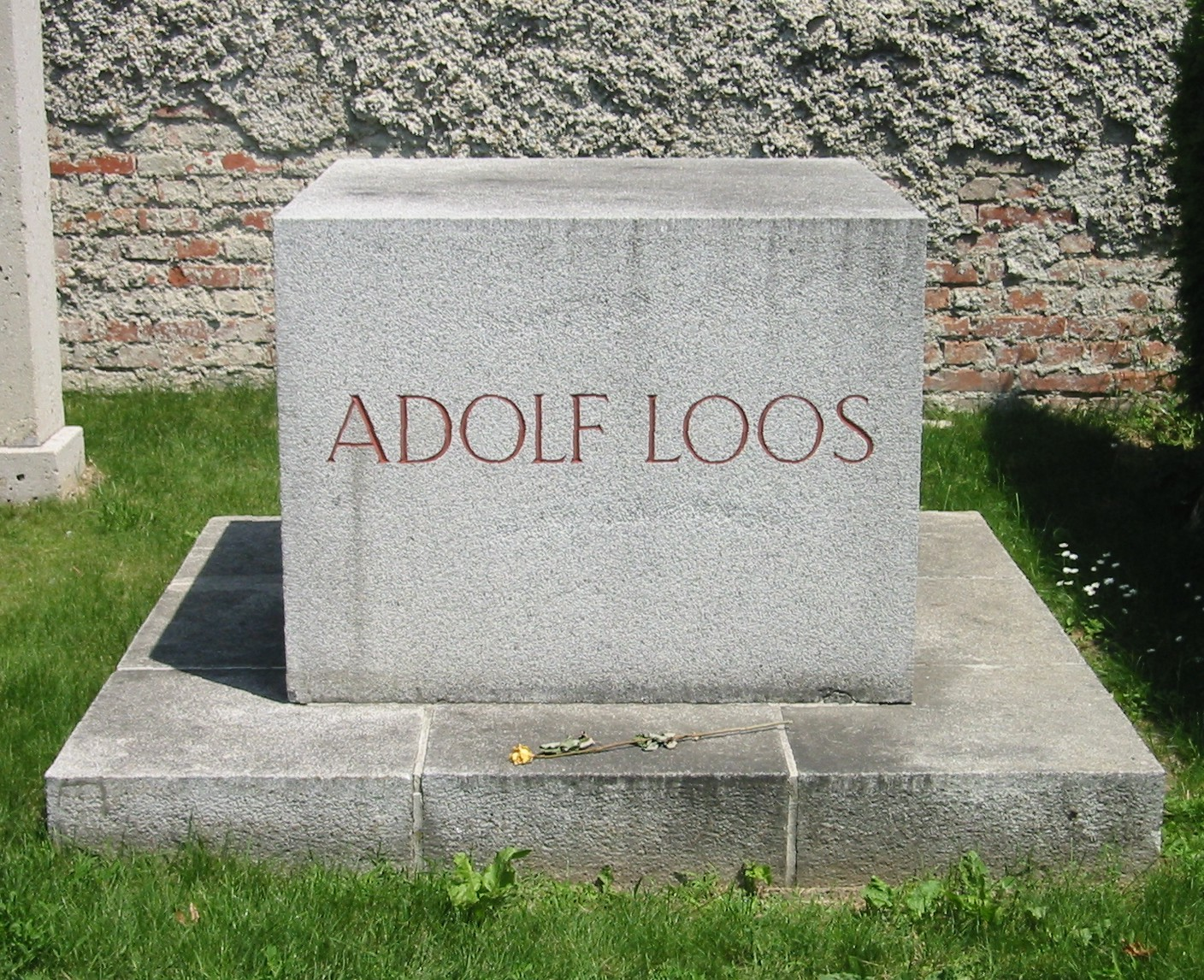
Ehrengrab von Adolf Loos auf dem Wiener Zentralfriedhof

#### Wien
Um den 1874 eröffneten Wiener Zentralfriedhof für die Bevölkerung attraktiv zu machen, wurden für berühmte Persönlichkeiten Ehrengräber angelegt. Dafür wurden auf anderen Wiener Friedhöfen beerdigte Berühmtheiten wie Ludwig van Beethoven und Franz Schubert exhumiert und überführt. Persönlichkeiten wie Wolfgang Amadeus Mozart erhielten Grabdenkmäler. 2015 gibt es auf dem Zentralfriedhof mehr als 350 Ehrengräber und mehr als 600 ehrenhalber gewidmete Gräber. Der Unterschied zwischen beiden Formen besteht darin, dass Gestaltung und Pflege von ehrenhalber gewidmeten Gräbern den Nachkommen obliegt, sofern diese dazu imstande sind. Andernfalls würde diese Widmung entweder verfallen oder möglicherweise die Grabpflege von der Stadt übernommen. Ehrengräber (wie für verstorbene Bundespräsidenten nach 1945) werden hingegen seitens der Stadt gestaltet und „auf Friedhofsdauer“ erhalten. Die Nachkommen haben darauf keinen Einfluss.
Auf anderen Wiener Friedhöfen existieren insgesamt einige Hundert anderer ehrenhalber gewidmeter Gräber.

#### Salzburg
In Salzburg erfolgt die Erklärung zum Ehrengrab durch den Gemeinderat der Stadt für einen dreißigjährigen Zeitraum und kann um dreißig Jahre verlängert werden. Dem Schriftsteller Hermann Bahr, dem Bergsteiger Ludwig Purtscheller und weiteren 25 verdienten Bürgern richtete die Mozartstadt Ehrengräber auf dem Kommunalfriedhof ein.

### Schweiz

#### Zürich
Die Stadt Zürich unterhält auf dem Friedhof Nordheim beim Krematorium Nordheim ein „Ehrengrab der Anatomie“. In diesem Gemeinschaftsgrab werden auf Wunsch die Urnen von Personen beigesetzt, die sich nach ihrem Tod dem Anatomischen Institut der Universität Zürich für  Forschungszwecke zur Verfügung gestellt hatten. Derartige „Anatomiegräber“ existieren in zahlreichen Universitätsstädten der Schweiz, Deutschlands und Österreichs, wobei die Kosten meist von der verantwortlichen Institution getragen werden.